# Miriam Uro-Nilje
Miriam Tureïvna Uro-Nilje (in ucraino Міріам Туреївна Уро-Нілє?; Kiev, 21 ottobre 1994) è una cestista ucraina.

## Carriera
Con l'Ucraina ha disputato i Campionati europei del 2019.